# The Mangler
The Mangler is een Amerikaans-Australisch-Zuid-Afrikaanse horrorfilm uit 1995, geregisseerd door Tobe Hooper en gebaseerd op het gelijknamige verhaal van Stephen King.

## Verhaal
De mangel, in de Gartley's Blue Gibbon wasserij, is een wasserijpers, eigendom van Bill Gartley. Als Gartley's nicht, Sherry, zich snijdt aan een hendel die verbonden is met de pers, komt haar bloed in de machine terecht. Later komt mw. Adelle Frawley met haar hand in de machine. Ze had haar pillen willen pakken, die op de machine lagen. Mw. Frawley wordt langzaam de machine ingetrokken en komt op bloederige wijze om het leven. 
Agent John Hunton gaat, met behulp van zijn zwager Mark Jackson, dit ongeval en de incidenten die binnenkort zullen volgen, onderzoeken. Volgens Mark is een demoon in de pers de oorzaak van het ongeval, de enige manier om het uit te schakelen is door middel van een ritueel. 
Met hulp van Sherry, kunnen de mannen de machine uitschakelen met wijwater en psalmen uit de Bijbel. Gartley heeft geprobeerd ze te dwarsbomen, echter zonder succes. Hij viel zelf de machine in en werd net als mw. Frawley op zeer bloederige wijze verpletterd.
Echter, de pillen die Hunton slikt, enkele maagzuurremmers, bevatten nachtschade. Enkele pillen zijn via mw. Frawley terechtgekomen in de pers, wat de demoon sterker maakt dan ooit. De machine doodt Mark, terwijl Hunton en Sherry ontsnappen. In hun haast dat te doen vallen ze in een groot, diep mansgat. Dan valt een onderdeel van de machine het water in, de machine is gestopt.

## Rolverdeling
| Acteur         | Personage       |
| -------------- | --------------- |
| Robert Englund | Bill Gartley    |
| Ted Levine     | John Hunton     |
| Daniel Madmor  | Mark Jackson    |
| Vanessa Pike   | Sherry Ouelette |